# Winners & Losers
Winners & Losers é uma série de televisão australiana que transmitido na Seven Network, sua primeira transmissão em 22 de marco de 2011 na Austrália. Em Portugal, também transmitido na SIC Radical a partir de 2012.

## Elenco

### Elenco regular
- Virginia Gay como Frances James (Série 1)
- Melanie Vallejo como Sophie Wong (Série 1)
- Zoe Tuckwell-Smith como Bec Gilbert (Série 1)
- Melissa Bergland como Jenny Gross (Série 1)
- Damien Bodie como Jonathan Kurtis (Série 1)
- Denise Scott como Trish Gross (Série 1)
- Francis Greenslade como Brian Gross (Série 1)
- Sarah Grace como Bridget Gross (Série 1)
- Jack Pearson como Patrick Gross (Série 1)
- Tom Wren como Doug Graham (Série 1)
- Stephen Phillips como Zach Armstrong (Série 1)
- Anne Phelan como Nana Dot Gross (Série 1)
- Blair McDonough como Matt O'Connor (Série 1-2)

### Elenco recorrente
- Michala Banas como Tiffany Turner (Série 1)
- Natalie Walker como Donna Wong (Série 1)
- Nell Feeney como Carolyn Gilbert (Série 1)
- Greg Stone como Steve Gilbert (Série 1)
- Paul Moore como Wes Fitzpatrick (Série 1)
- Nick Simpson-Deeks como Rhys Mitchell (Série 1)
- Mike Smith como Callum Gilbert (Série 1)
- PiaGrace Moon como Jasmine Patterson (Série 1)
- Natalie Saleeba como Claire Armstrong (Série 1-2)
- Mark Leonard Winter como James 'JB' Bartlett (Série 1)
- Jacob Allan como Charles 'Chugga' McKinnon (Série 1)
- Geoff Morrell como Paul Armstrong (Série 1)
- Glenda Linscott como Lily Patterson (Série 2)
- Matt Levett como Spencer Campbell (Série 2)
- Maya Aleksandra como Brandi Bower (Série 2)
- Luke Arnold como Lachie Clarke (Série 2)
- Peta Sergeant como Cat Johnson (Série 2)
- Tom Hobbs como Flynn Johnson (Série 2)
- Lara Robinson como Tilly Young (Série 2)
- Brett Cousins como Glenn Young (Série 2)

## Transmissão
| País          | Rede(s)       | Série estréia       | Tempo             |
| ------------- | ------------- | ------------------- | ----------------- |
| Austrália     | Seven Network | 22 de março de 2011 | Terça-feira 20:30 |
| Nova Zelândia | TV One        | 2011                |                   |
| Polónia       | Fox Life      | 2011                |                   |
| Eslovênia     | POP BRIO      | 2011                |                   |
| Israel        | HOT Family    | 2011                |                   |
| África do Sul | DStv          | 2011                |                   |
| Finlândia     | Yle TV2       | 2011                |                   |
| Reino Unido   | ITV2          | 2012                |                   |
| Croácia       | Fox Life      | 2012                |                   |
| Sérvia        | Fox Life      | 2012                |                   |
| Portugal      | SIC Radical   | 2012                |                   |
| França        | Téva          | 2012                |                   |
| Irlanda       | RTÉ One       | 2012                |                   |
| Bélgica       | Vitaya        | 2012                |                   |
| Bulgária      | Fox Life      | 2012                |                   |
| Turquia       | e2            | 2013                |                   |
| Filipinas     | 2nd Avenue    | 2014                |                   |